# ماکافری
ماکافری (انگلیسی: Maccaferri) شرکت ساخت‌وساز ایتالیایی است، که در سال ۱۸۷۹ تأسیس شد.